# Пестово (Нижнешарденгский сельсовет)
Пестово — деревня в Великоустюгском районе Вологодской области.
Входит в состав сельского поселения Трегубовское (до 1 июня 2015 года была в составе Нижнешарденгского сельского поселения).
Расстояние по автодороге до районного центра Великого Устюга — 26 км, до бывшего центра муниципального образования Пеганово — 1 км. Ближайшие населённые пункты — Герасимово, Власово, Пеганово.

## Население
По переписи 2002 года население — 8 человек.
| 2010 | 2023 |
| ---- | ---- |
| 6    | ↘3   |